# Spodnje Vodale
Spodnje Vodale is een plaats in Slovenië en maakt deel uit van de gemeente Sevnica in de NUTS-3-regio Spodnjeposavska. De plaats telde 120 inwoners op 1 januari 2020.